# Pazderna (okres Frýdek-Místek)
Pazderna (německy Pasdierna) je obec v okrese Frýdek-Místek v Moravskoslezském kraji. V obci je kaple a kříž. Žije zde 396 obyvatel.

## Historie
Obec Pazderna leží 2 km od Žermanické přehrady. První písemná zmínka o obci pochází z roku 1573, kdy byla součástí frýdeckého panství. Tehdy měla obec 14 usedlostí. Vznikla nepříliš dlouho před sepsáním urbáře, jak ostatně prozrazuje i sám jeho text, že se nedávno tato ves vystavěla. Lze tedy říci, že Pazderna vznikla patrně na počátku 70 let 16. století.
Ve svém znaku má obec tři modré květy lnu. Právě činnost spojená s jeho zpracováním byla podnětem k pojmenování obce. Len pěstovaný pro vlákno se před dozráním opatrně vytrhával a pak se sušil v pazdernách, kolem kterých vznikaly osady. V obci stojí od roku 1871 zděná kaple, která je zasvěcena sv. Janu Nepomuckému. V roce 1907 byla dostavěna nová škola, ve které se vyučovalo do roku 1973. 

## Obyvatelstvo

Věková struktura obyvatel obce Pazderna roku 2011